# Discografia dei Cream
Discografia del gruppo inglese Cream che va dal 1966 anno del loro album di debutto intitolato Fresh Cream, fino al 1969 anno del loro album di addio intitolato Goodbye. I Cream hanno pubblicato 4 Studio album, 4 Live album, 8 Compilation e 10 singoli.

## Album in studio
| Anno | Titolo         | UK | US | Certificazioni |
| ---- | -------------- | -- | -- | -------------- |
| 1966 | Fresh Cream    | 6  | 39 | RIAA: Gold     |
| 1967 | Disraeli Gears | 5  | 4  | RIAA: Platinum |
| 1968 | Wheels of Fire | 3  | 1  | RIAA: Gold     |
| 1969 | Goodbye        | 1  | 2  | RIAA: Gold     |

## Live album
| Anno | Titolo                                    | UK  | US | Certificazioni    |
| ---- | ----------------------------------------- | --- | -- | ----------------- |
| 1970 | Live Cream                                | 4   | 15 |                   |
| 1972 | Live Cream Volume II                      | 15  | 27 |                   |
| 2003 | BBC Sessions                              | 100 | -  |                   |
| 2005 | Royal Albert Hall London May 2-3-5-6 2005 | 61  | 59 | RIAA: 5x Platinum |

## Compilation
| anno | Titolo                                                             | UK  | US  | Certificazioni |
| ---- | ------------------------------------------------------------------ | --- | --- | -------------- |
| 1969 | Best of Cream                                                      | 6   | 3   | RIAA: Gold     |
| 1972 | Heavy Cream                                                        | -   | 135 |                |
| 1983 | Strange Brew: The Very Best of Cream                               | -   | -   | RIAA: Platinum |
| 1995 | The Very Best of Cream                                             | 149 | -   | RIAA: Gold     |
| 1997 | Those Were the Days                                                | -   | -   |                |
| 2000 | 20th Century Masters: The Millennium Collection: The Best of Cream | -   | -   |                |
| 2005 | I Feel Free Ultimate Cream                                         | 6   | -   | BPI: Gold      |
| 2005 | Cream Gold                                                         | -   | -   |                |

## Singoli
| Anno                                         | Titolo                                                                                         | Posizione | Posizione | Posizione | Album                               |
| Anno                                         | Titolo                                                                                         | UK        | US        | CAN       | Album                               |
| -------------------------------------------- | ---------------------------------------------------------------------------------------------- | --------- | --------- | --------- | ----------------------------------- |
| 1966                                         | Wrapping Paper B-side: Cat's Squirrel (from Fresh Cream)                                       | 34        | —         | —         | UK single                           |
| 1966                                         | I Feel Free B-side: N.S.U.                                                                     | 11        | 116       | —         | Fresh Cream                         |
| 1967                                         | Strange Brew B-side: Tales of Brave Ulysses                                                    | 17        | —         | —         | Disraeli Gears                      |
| 1967                                         | Spoonful - Part 1 B-side: Spoonful - Part 2                                                    | —         | —         | —         | Fresh Cream (UK) Best of Cream (US) |
| 1968                                         | Sunshine of Your Love B-side: SWLABR                                                           | 25        | 5         | 3         | Disraeli Gears                      |
| 1968                                         | Anyone for Tennis (The Savage Seven Theme) B-side: Pressed Rat and Warthog (da Wheels of Fire) | 40        | 64        | 37        | Goodbye                             |
| 1968                                         | White Room B-side: Those Were the Days                                                         | 28        | 6         | 2         | Wheels of Fire                      |
| 1969                                         | Crossroads B-side: Passing the Time                                                            | —         | 28        | 13        | Wheels of Fire                      |
| 1969                                         | Badge B-side: What A Bringdown                                                                 | 18        | 60        | 49        | Goodbye                             |
| 1970                                         | Lawdy Mama (live) B-side: Sweet Wine (da Fresh Cream)                                          | —         | —         | —         | Live Cream                          |
| "—" indica singoli non entrati in classifica |                                                                                                |           |           |           |                                     |

## Video
- Farewell Concert - VHS, DVD, registrato alla Royal Albert Hall, novembre 1968.
- Strange Brew - in gran parte una versione rimontata di Farewell Concert con l'aggiunta di alcune outtakes.
- Fresh Live Cream - VHS, DVD, documentario girato dopo la reunion in occasione della Rock & Roll Hall of Fame nel 1993, contiene interviste alla band e materiale precedentemente inedito.
- Royal Albert Hall London May 2-3-5-6 2005 - DVD, registrato alla Royal Albert Hall, maggio 2005.
- Cream: Disraeli Gears (2006) - DVD, il making of dell'album Disraeli Gears, una riflessione dell'impatto che ha avuto negli anni sessanta.
- Cream: Classic Artists - DVD + CD, inciso prima e dopo la reunion del Madison Square Garden; include interviste ai membri della band, insieme a un CD contenente cinque tracce inedite registrate da una radio svedese.